# Мас-де-лас-Матас
Мас-де-лас-Матас (ісп. Mas de las Matas) — муніципалітет в Іспанії, у складі автономної спільноти Арагон, у провінції Теруель. Населення — 1415 осіб (2010).
Муніципалітет розташований на відстані близько 300 км на схід від Мадрида, 90 км на північний схід від міста Теруель.

## Демографія
Динаміка населення (INE ):